# Brique de verre
Pour les articles homonymes, voir brique.

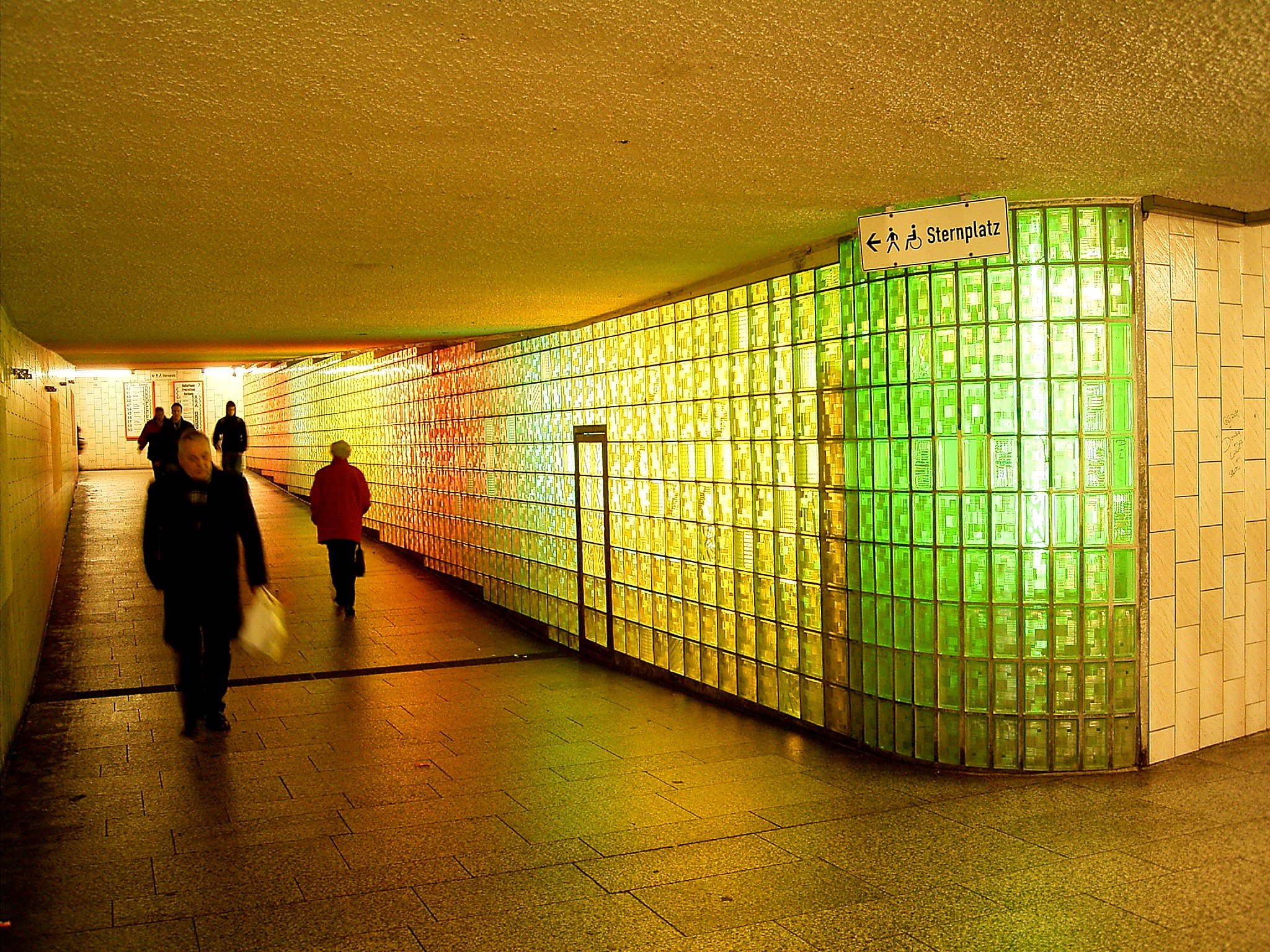
Un mur de pavés de verre dans un tunnel piétonnier de Lüdenscheid, en Allemagne

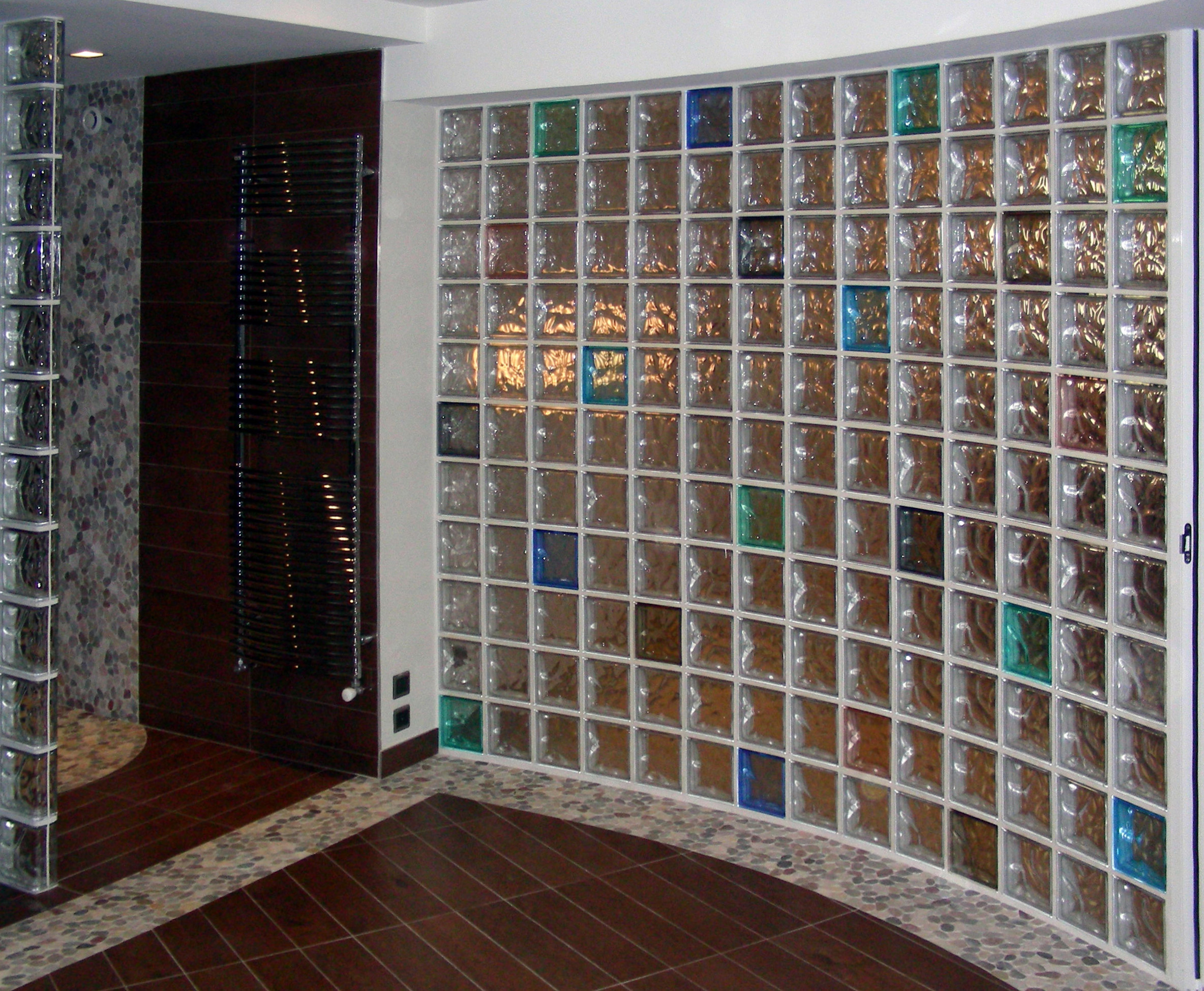
Mur courbe en briques de verre.

La brique de verre, également appelé pavé en verre, est un matériau de construction fait en verre. Cette brique peut être transparente ou translucide. Elle peut être carrée, rectangulaire ou circulaire.

## Utilisations
Les briques de verre sont utilisées dans le cadre de la construction de murs non porteurs et de panneaux à portée horizontale. Elles servent à laisser passer la lumière au travers d'un mur. La version translucide permet de créer une entrée de lumière du jour là où installer une fenêtre classique n'est pas possible (par exemple à cause de la réglementation).
On utilise  des tuiles de verre pour laisser entrer de la lumière au niveau du toit.

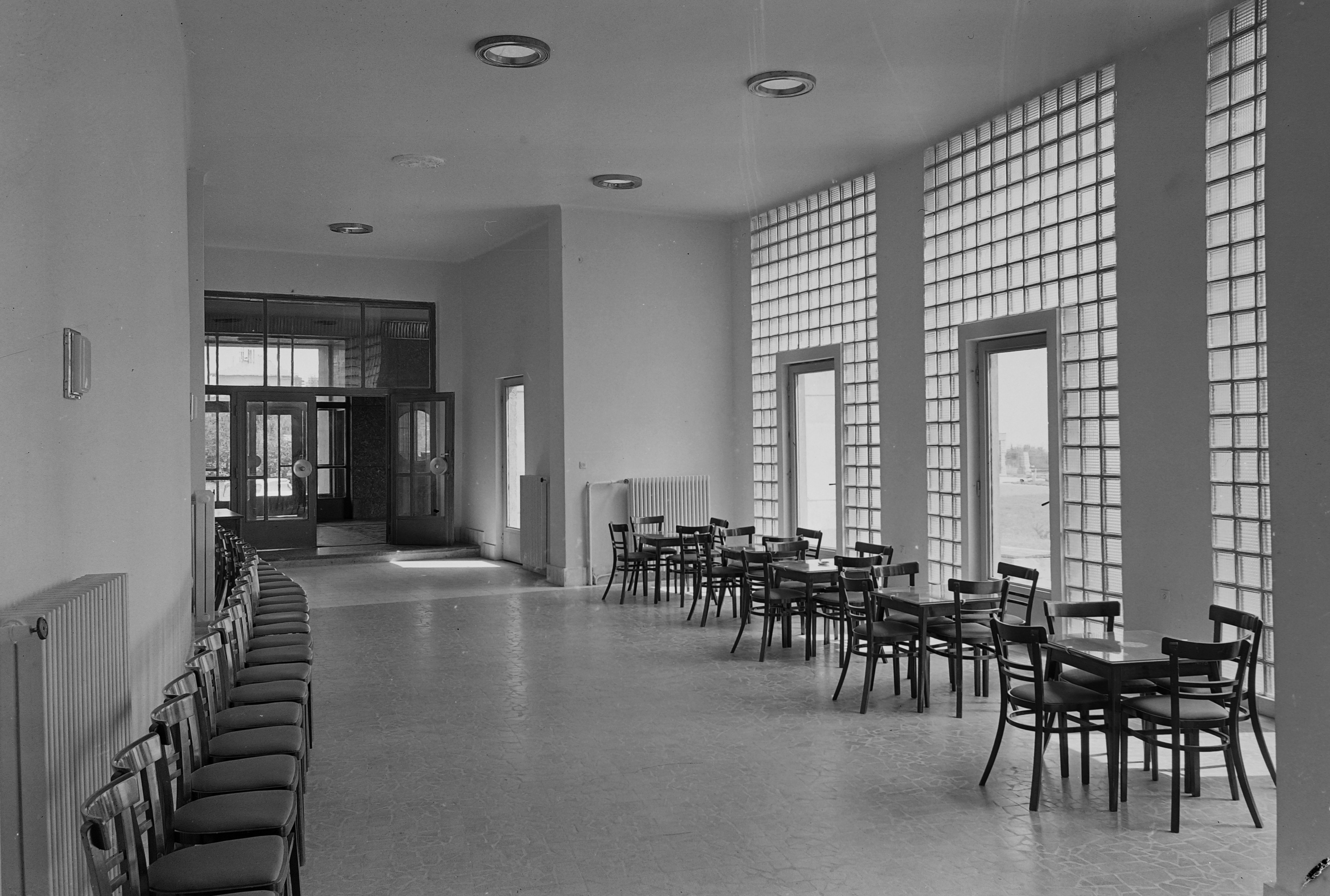
Mur de briques de verre, Hongrie, 1960, collection Fortepan.

## Fabrication
Les briques de verre sont fabriquées par moulage sous forme de deux moitiés séparées et, alors que le verre est encore en fusion, les deux pièces sont pressées ensemble et recuites. Les briques de verre résultantes ont une partie creuse au centre.

## Exemples
- Maison de verre de l'architecte Pierre Chareau
- Crown Fountain de l'artiste Jaume Plensa.
- L'Immeuble Lumière de Clément Vergély